# Memorial Jesús Gil y Gil
A Memorial Jesús Gil y Gil egy már megszűnt labdarúgókupa-sorozat, melyet az Atlético de Madrid szervezett korábbi legendás elnöke, Jesús Gil y Gil tiszteletére. Mindkét évben a Real Madrid CF és az Atlético de Madrid játszott egymással.

## A győztesek
| Év   | Bajnok             | Eredmény    | Második            | Gólszerzők               |
| ---- | ------------------ | ----------- | ------------------ | ------------------------ |
| 2005 | Real Madrid CF     | 1-1 * (6-5) | Atlético de Madrid | 1-0 Soldado, 1-1 Ibagaza |
| 2006 | Atlético de Madrid | 0-0 * (4-3) | Real Madrid CF     | -                        |

*:Tizenegyesekkel

## Külső hivatkozások
- I Memorial Jesús Gil 2005
- II Memorial Jesús Gil 2006